# پلاک وسایل نقلیه گرجستان

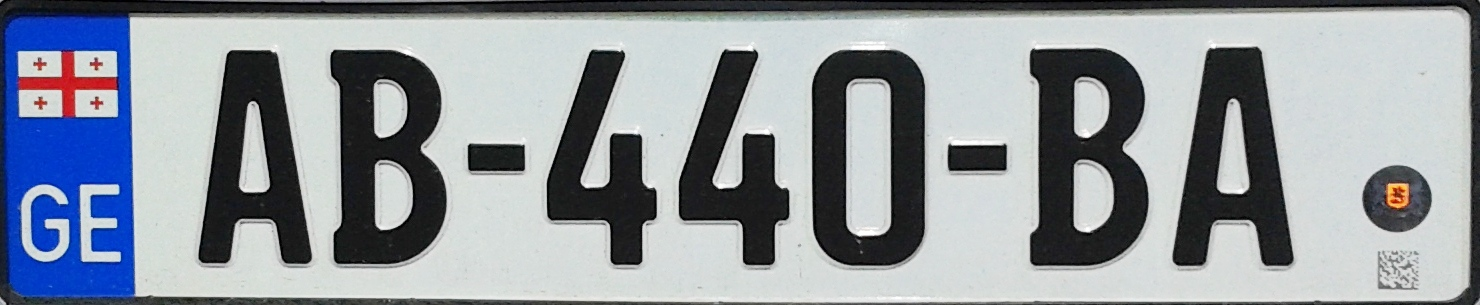
یک نمونه پلاک جدید

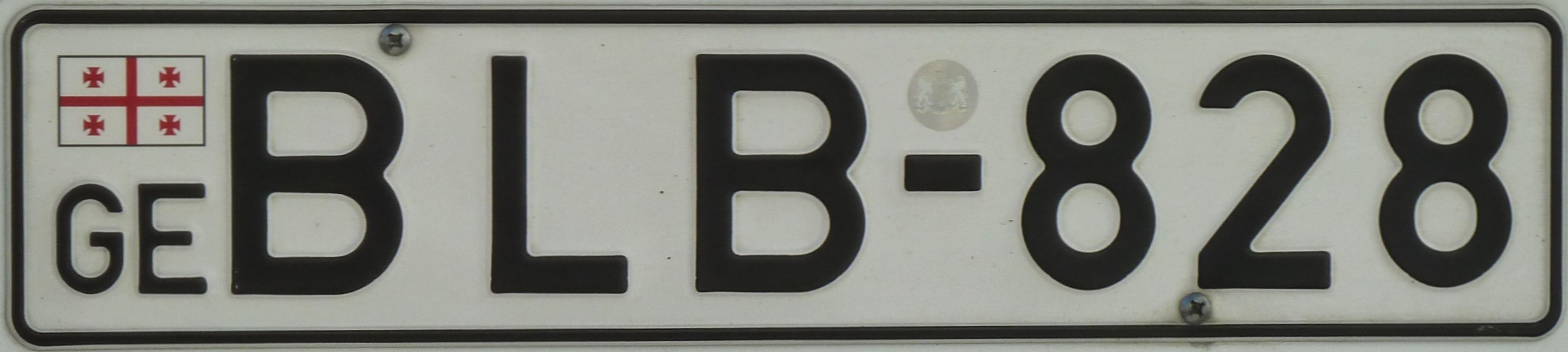
یک نمونه پلاک قدیمی

پلاک‌های خودرو گرجستان از یک سریال برجسته از چهار حرف، و سه عدد بین حروف، و دو خط فاصله که در بین حروف و اعداد وجود دارد، تشکیل شده است (به عنوان مثال AB-123-CD)، پلاک‌ها با اعداد و حروف سیاه در یک پس زمینه سفید تشکیل شده‌است. پلاک‌ها با الفبای لاتین صادر می‌شوند. پلاک‌های گرجستان در همان اندازه پلاک‌های اروپا صادر می‌شود. تمام پلاک‌های جدید، پرچم گرجستان و مخفف نام لاتین گرجستان "GE" را در یک زمینهٔ آبی گوشه سمت چپ دارند.

## علامت‌های پلاک‌های قدیمی

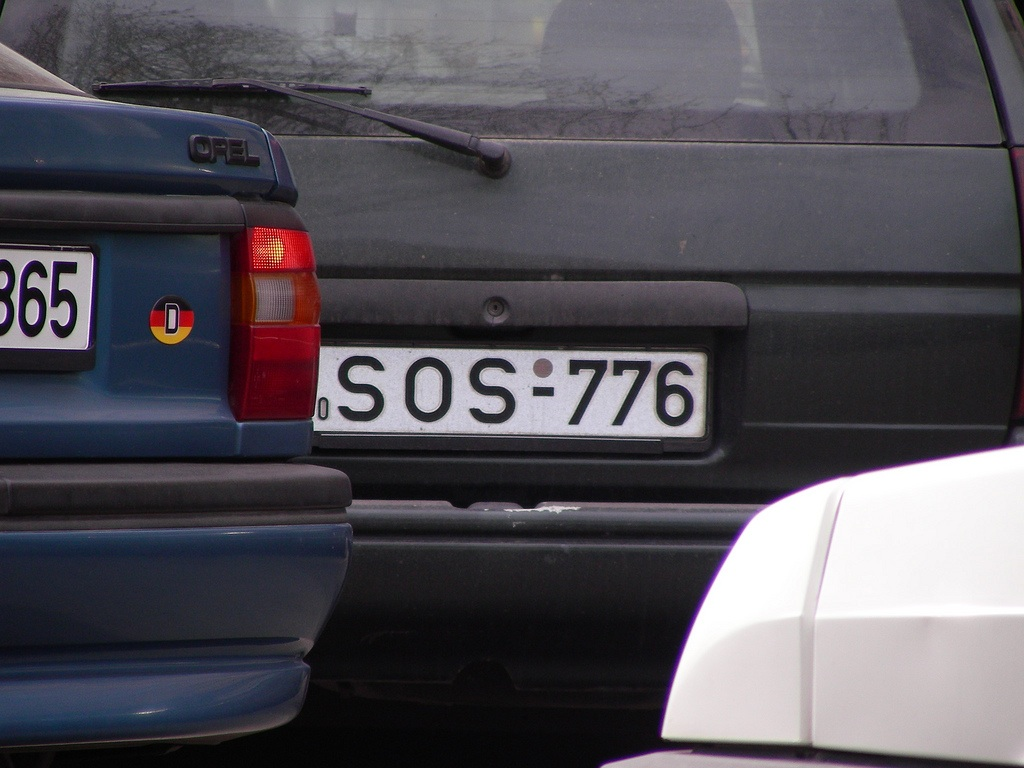
نمونه‌ای از پلاک‌های قبلی

نخستین حرف در پلاک‌های قدیمی بر طبق محدودهٔ ثبت شدن وسیلهٔ نقلیه تعیین شده بود:
- A - تفلیس
- B - آجارا
- C - آبخازیا
- D - کوتایسی
- E - روستاوی
- F - زوگدیدی
- N - آخالتسیخه
- O - گوری
- P - متسختا
- R - تلاوی
- S - بولنیسی

## آبخازیا و اوستیای جنوبی
جمهوری‌های خودمختار آبخاز و اوستیای جنوبی پلاک خود را به سبک پلاک روسیه در آبخاز و سبک پلاک شوروی در اوستیای جنوبی می‌سازند. از سال ۲۰۰۴، این پلاک‌ها ممنوع در قلمرو کنترل شده توسط دولت گرجستان مورد استفاده قرار می‌گیرد، در حالی که پلاک گرجستان مجاز نیست در قلمرو کنترل شده توسط جدایی طلبان مورد استفاده قرار گیرند؛ بنابراین اکثر اتومبیل‌هایی که عبور از مرزهای جمهوری به رسمیت شناخته نشده‌است، مجبور به استفاده از پلاک روسیه می‌باشند.

### پلاک‌های جدید

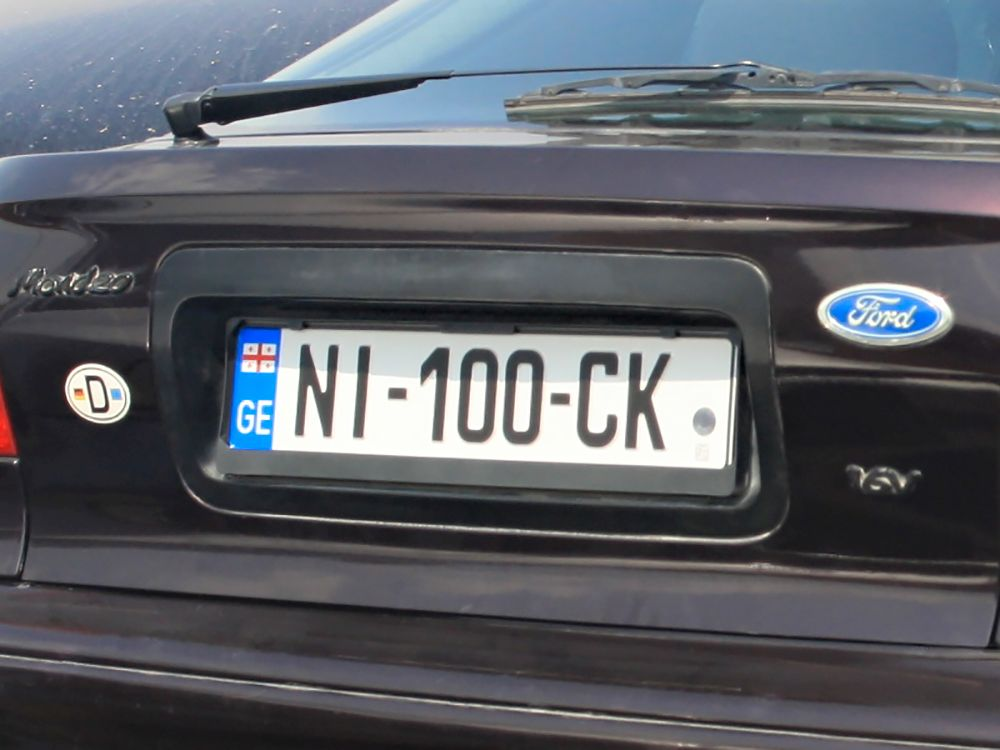
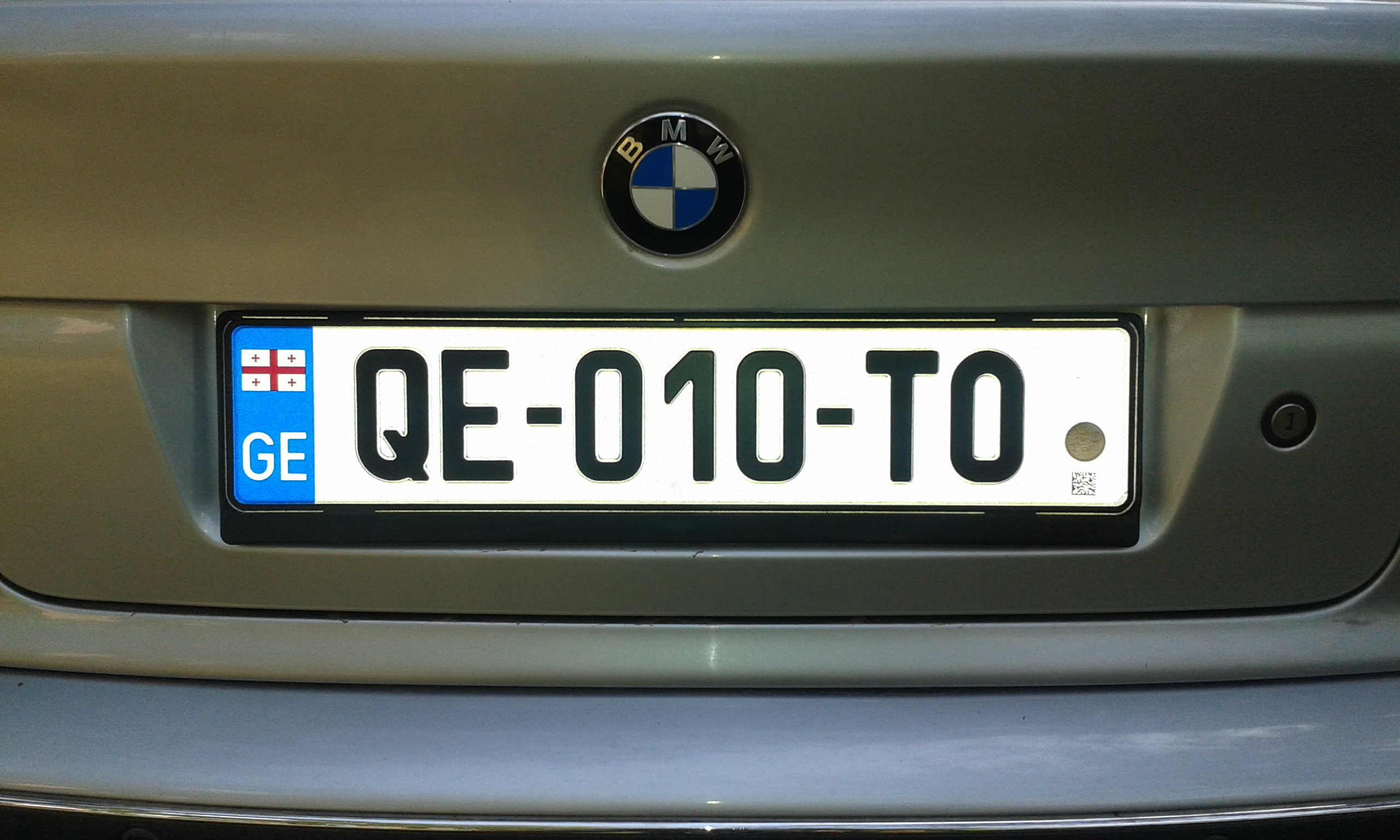
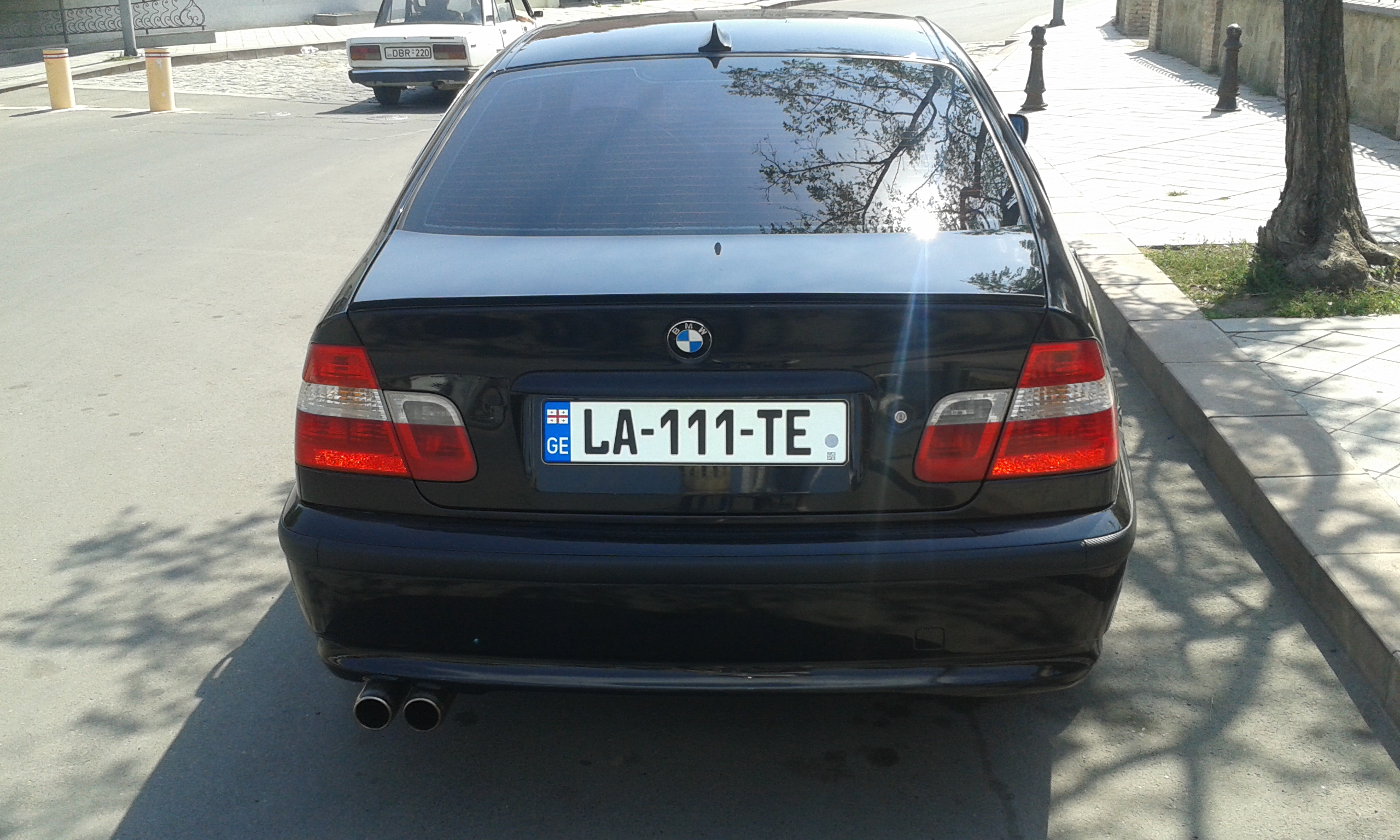
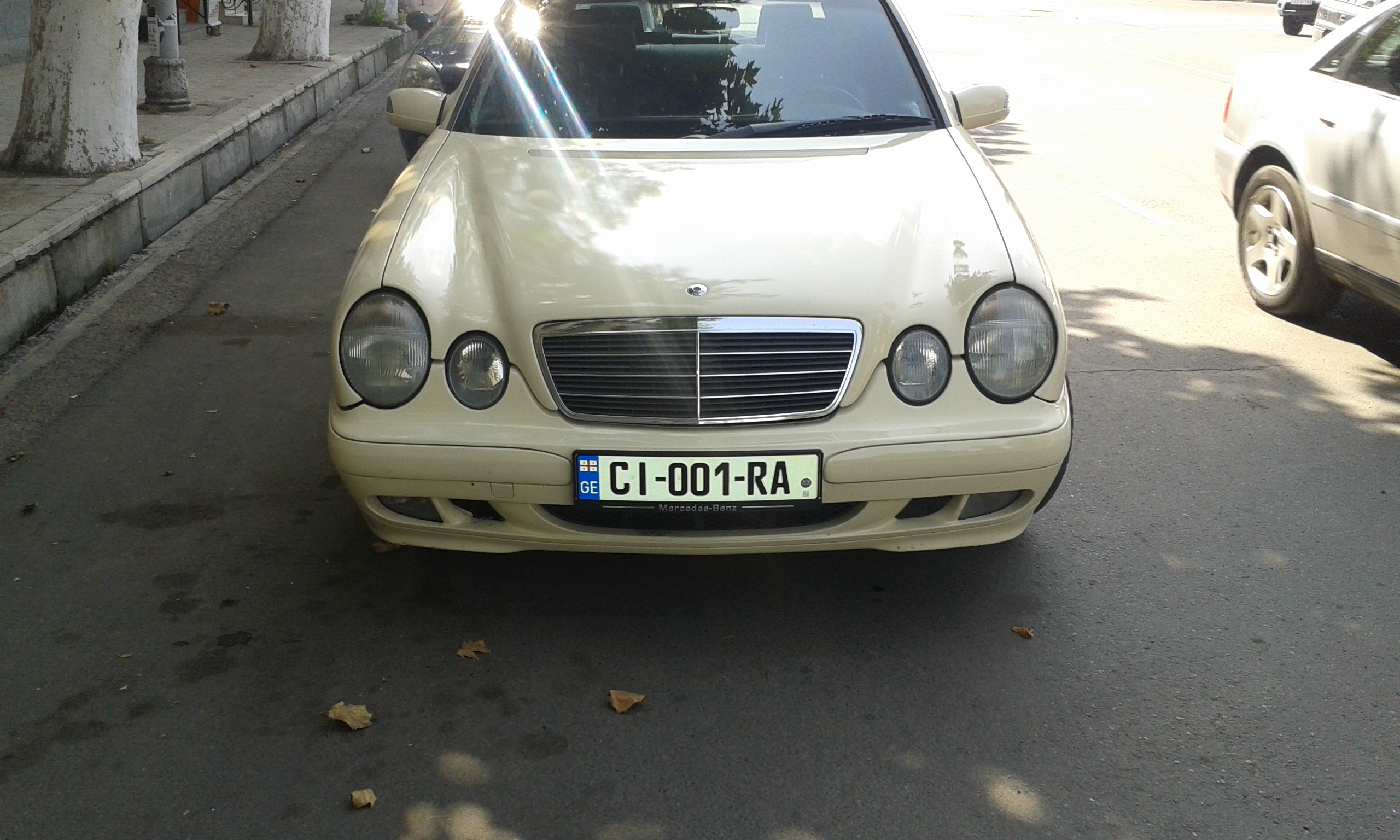
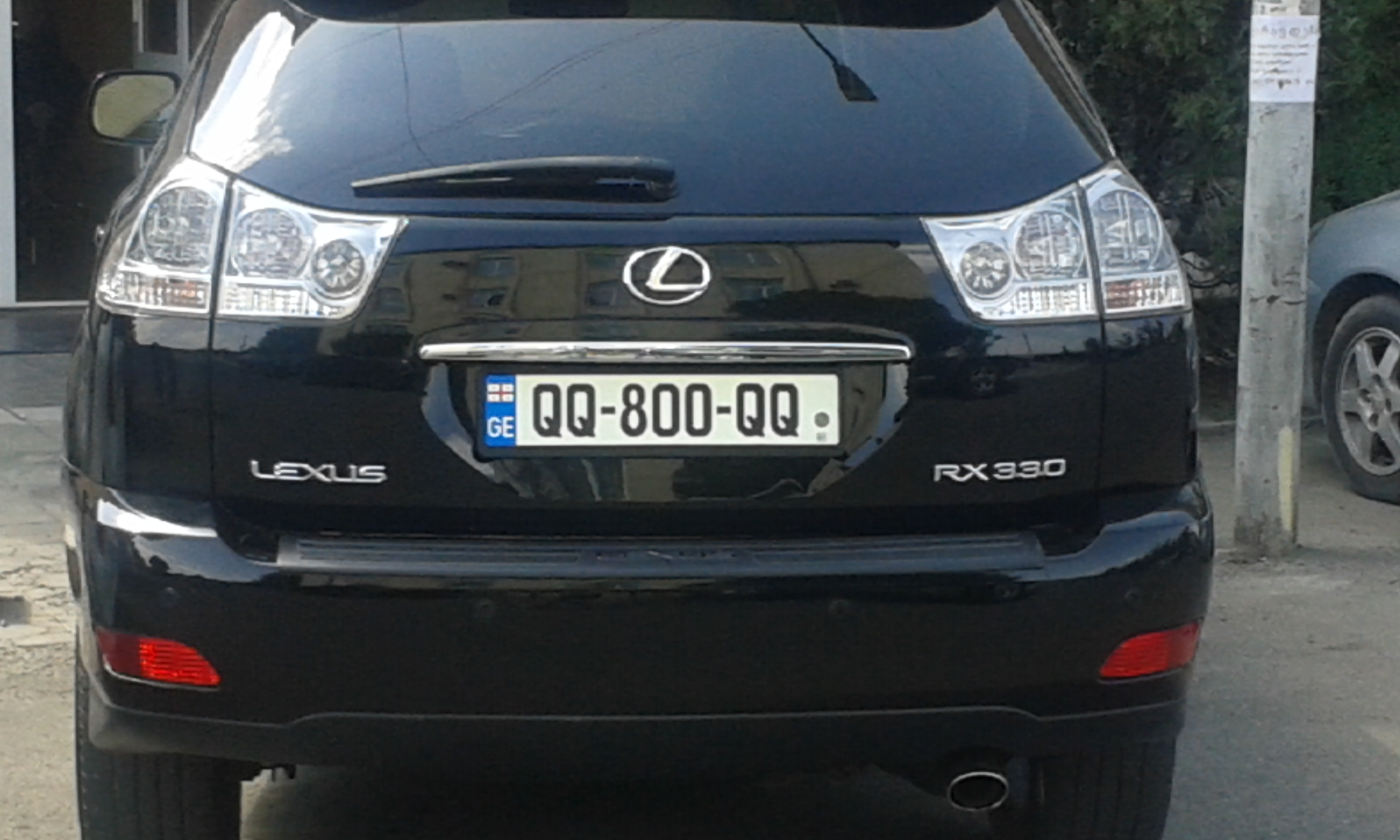
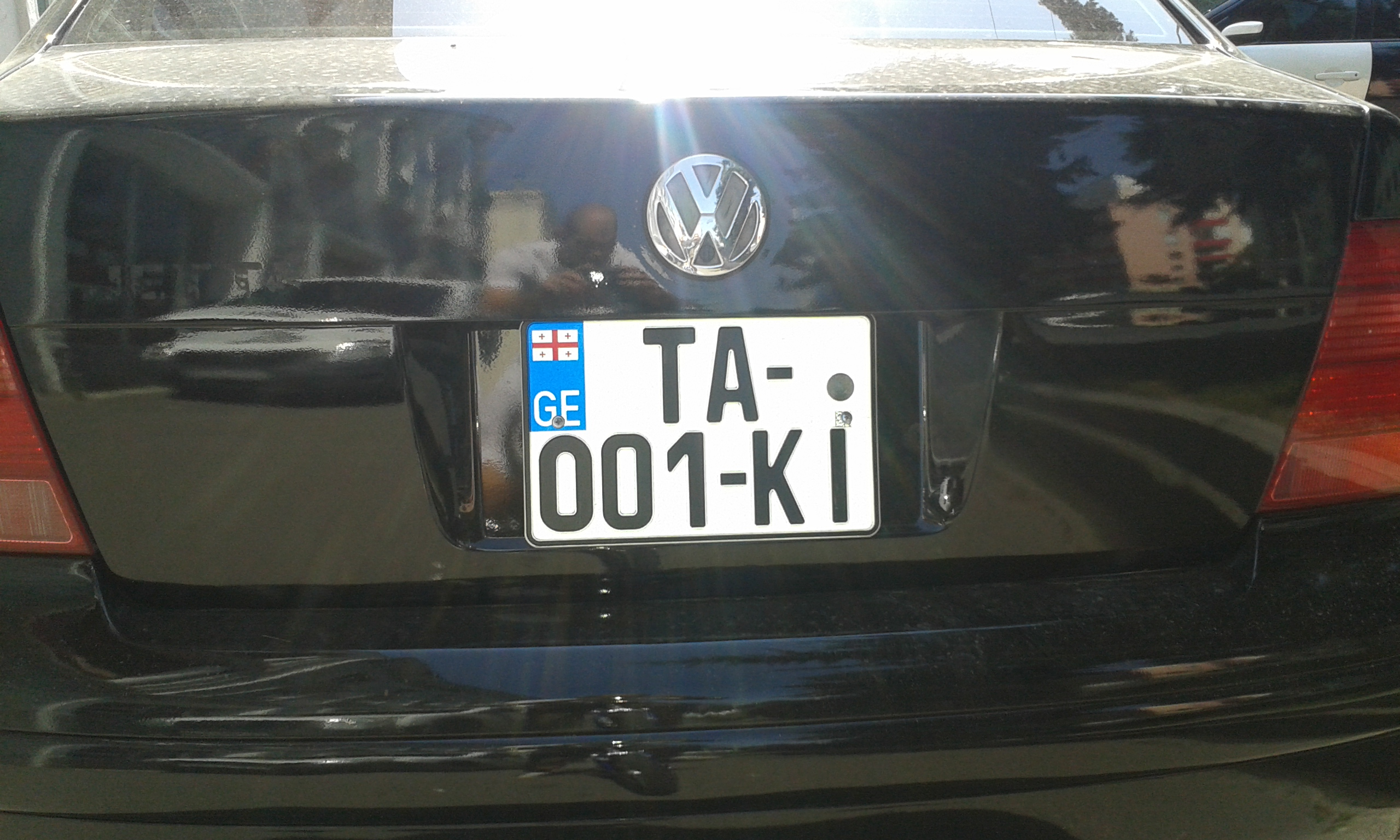
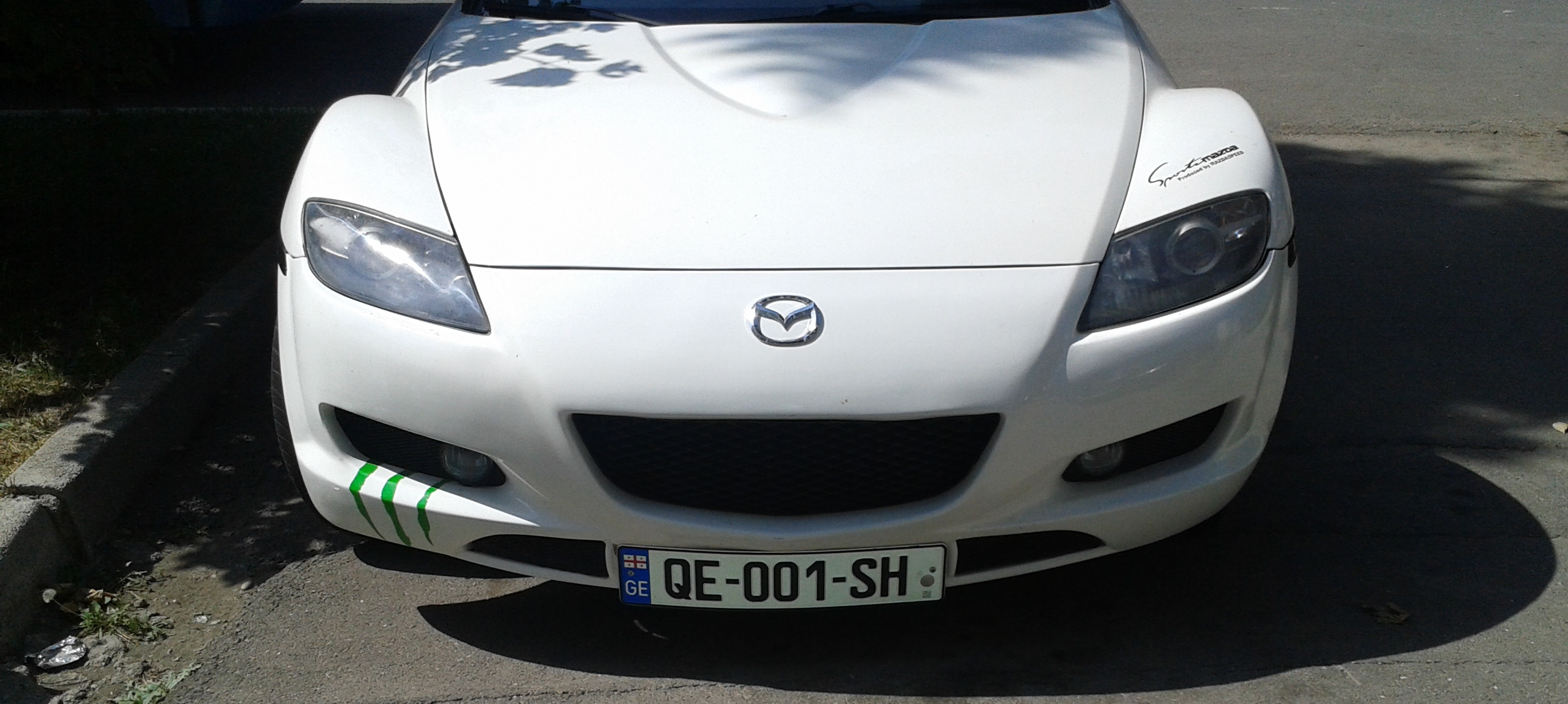
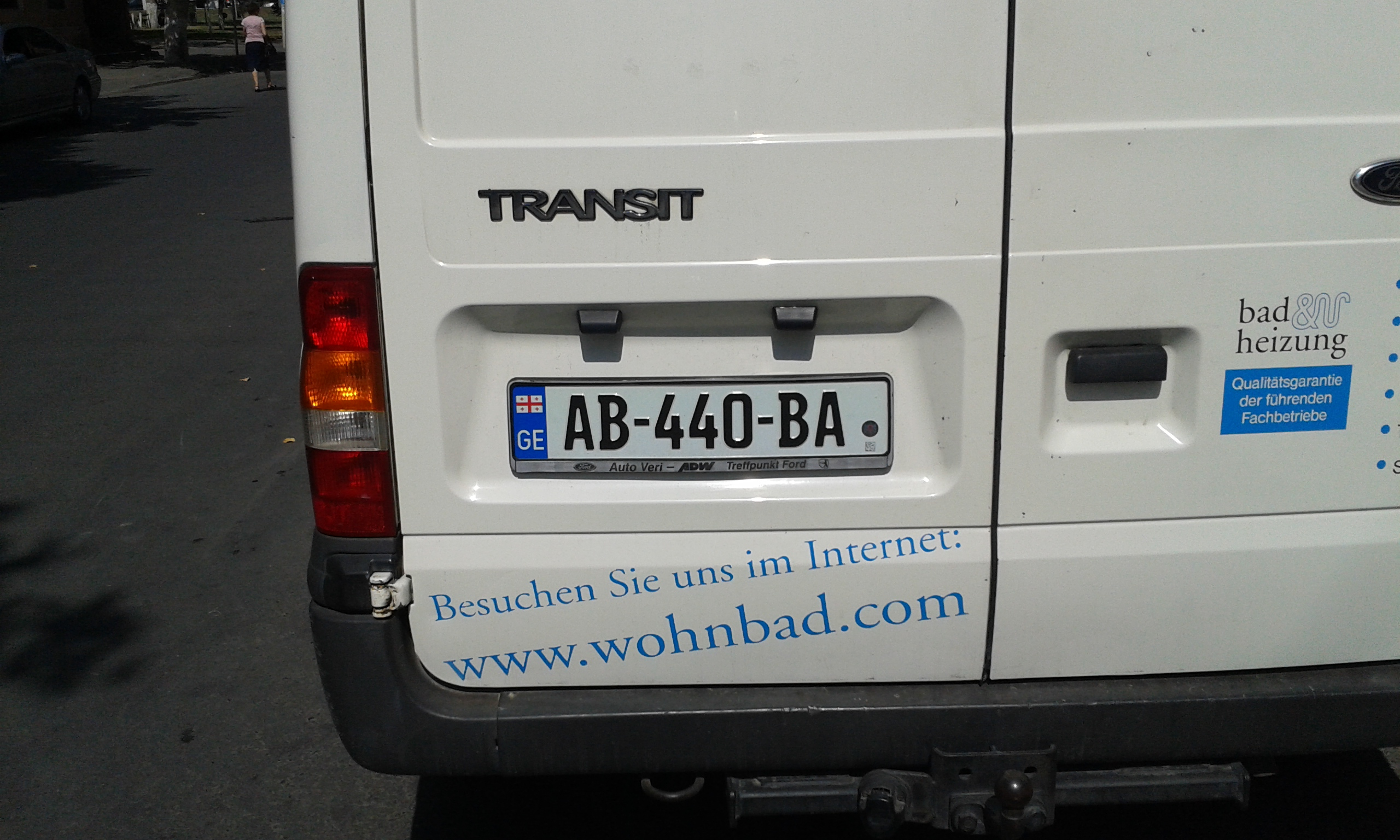
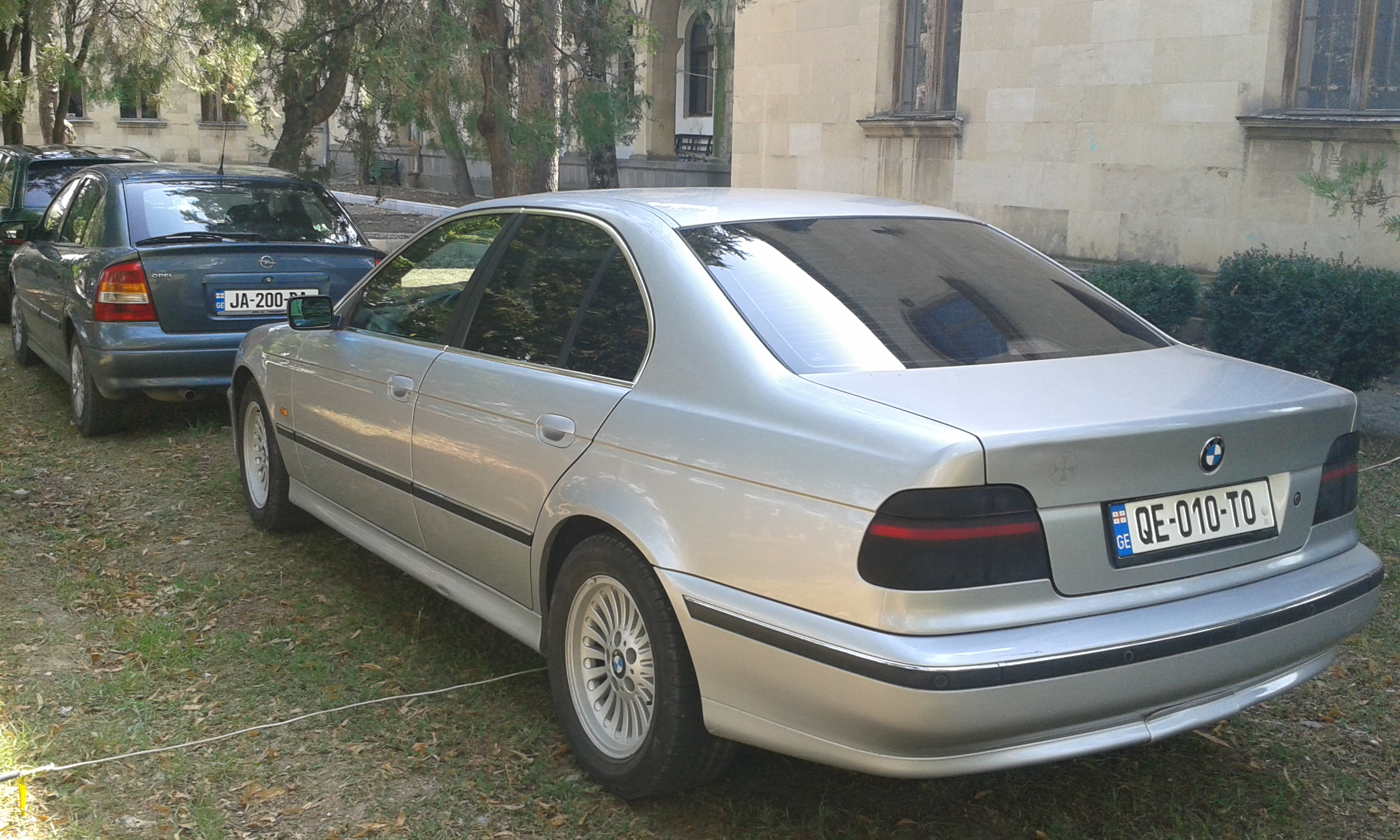

### پلاک‌های قدیمی

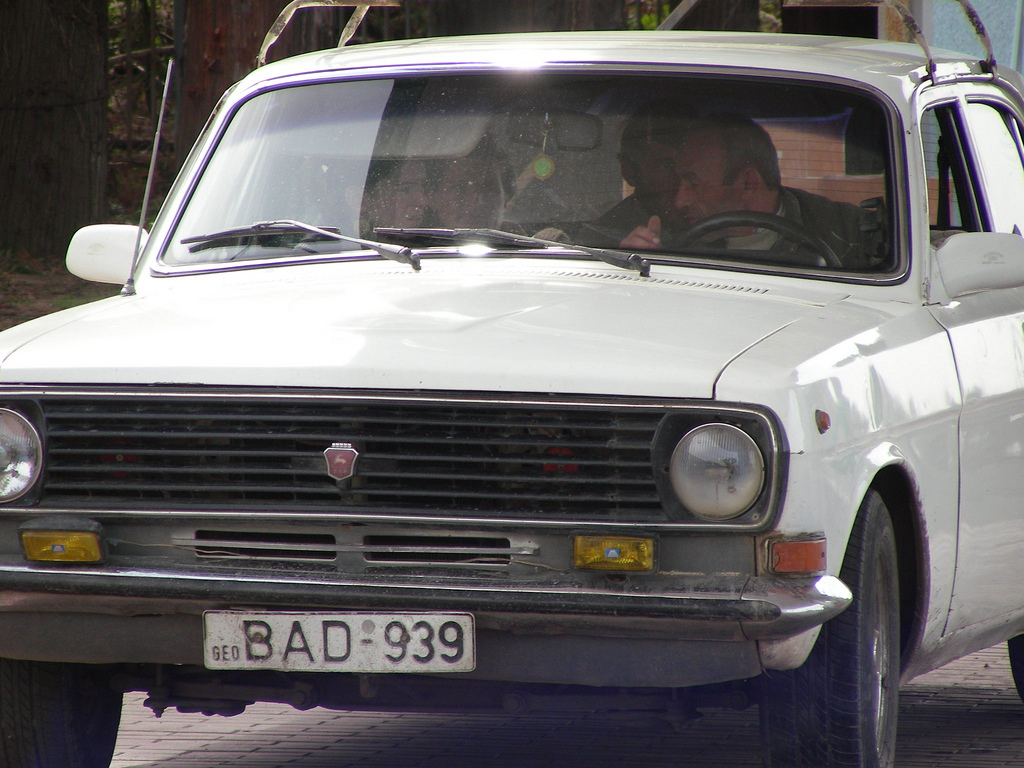
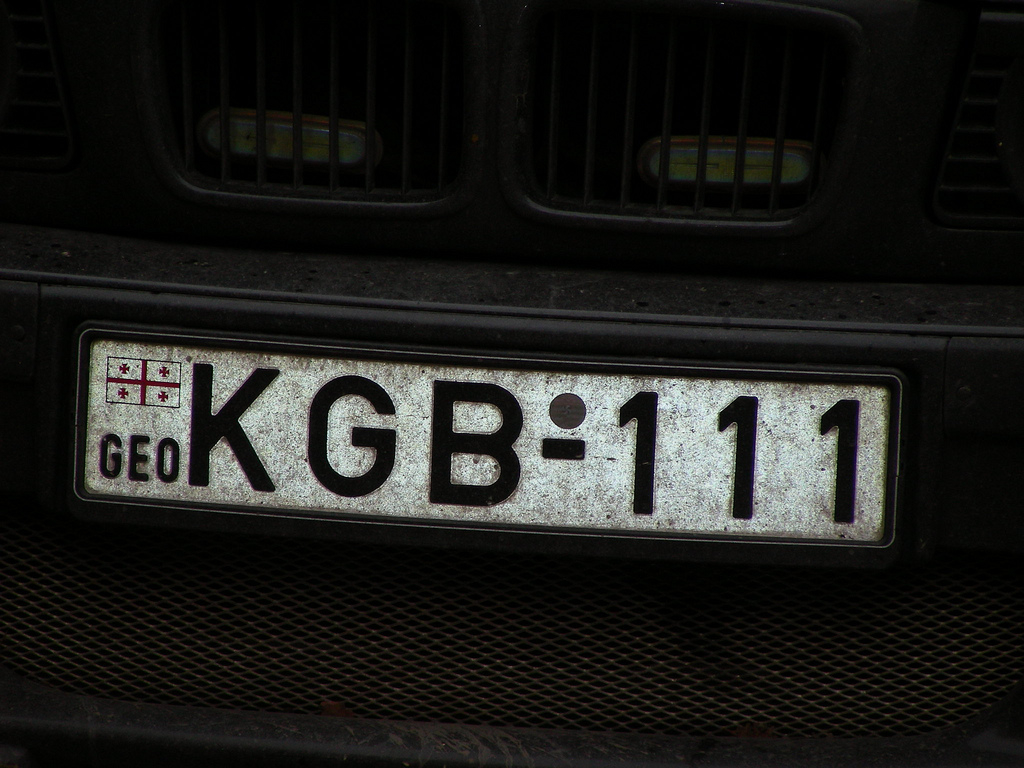
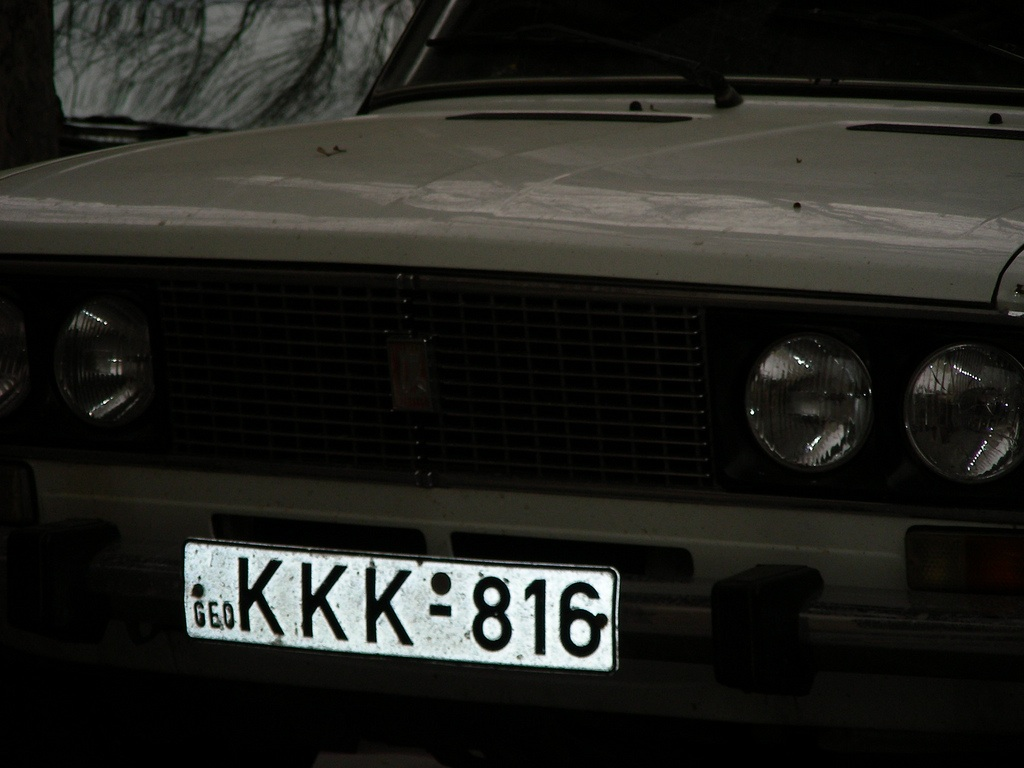
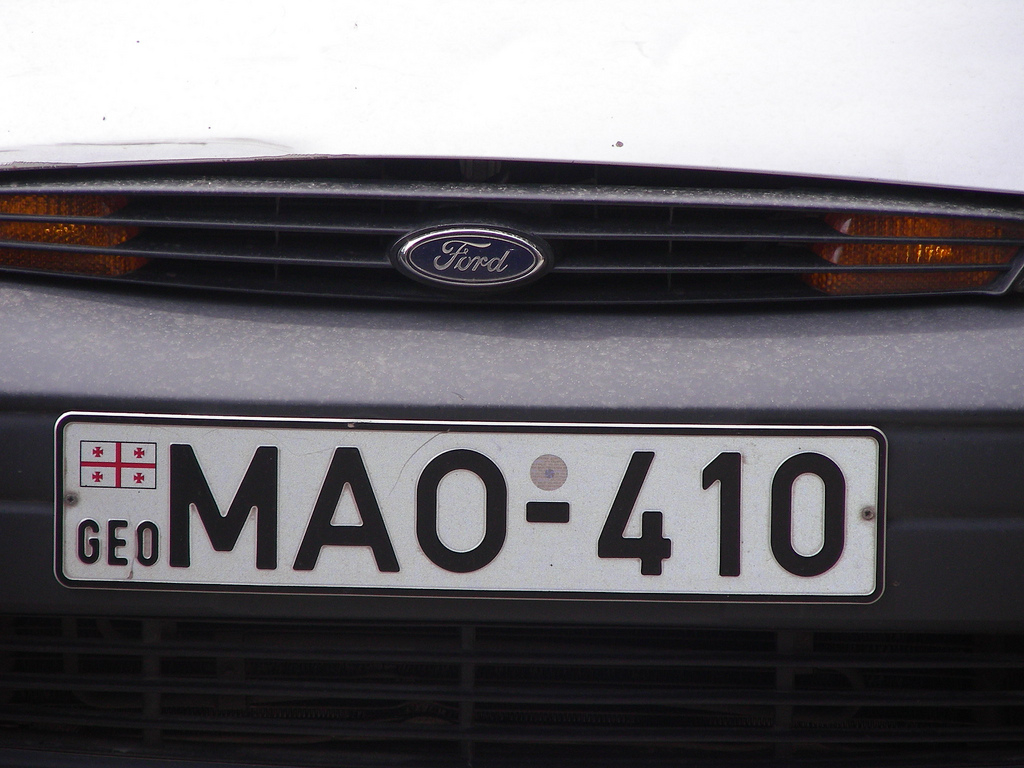
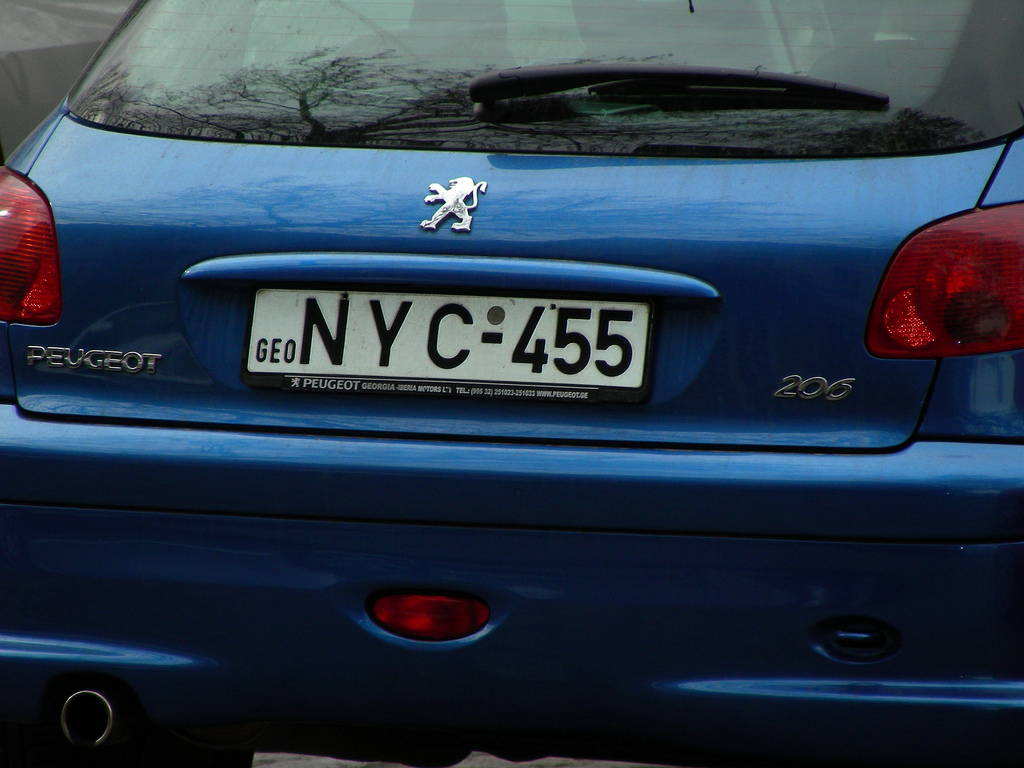
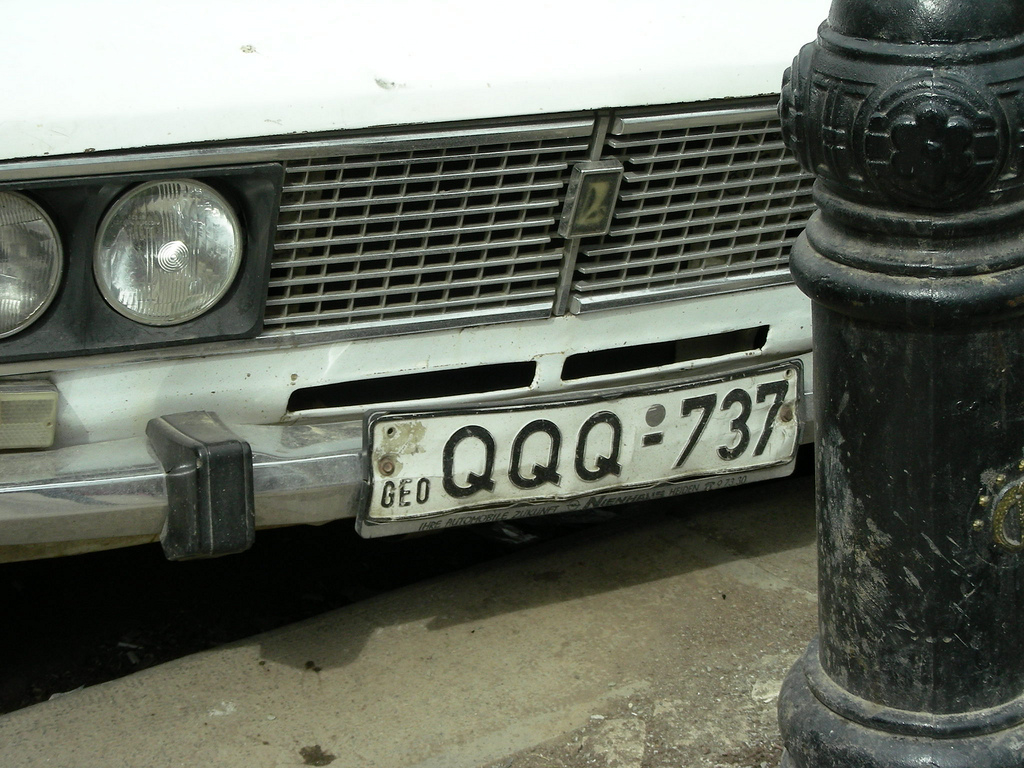
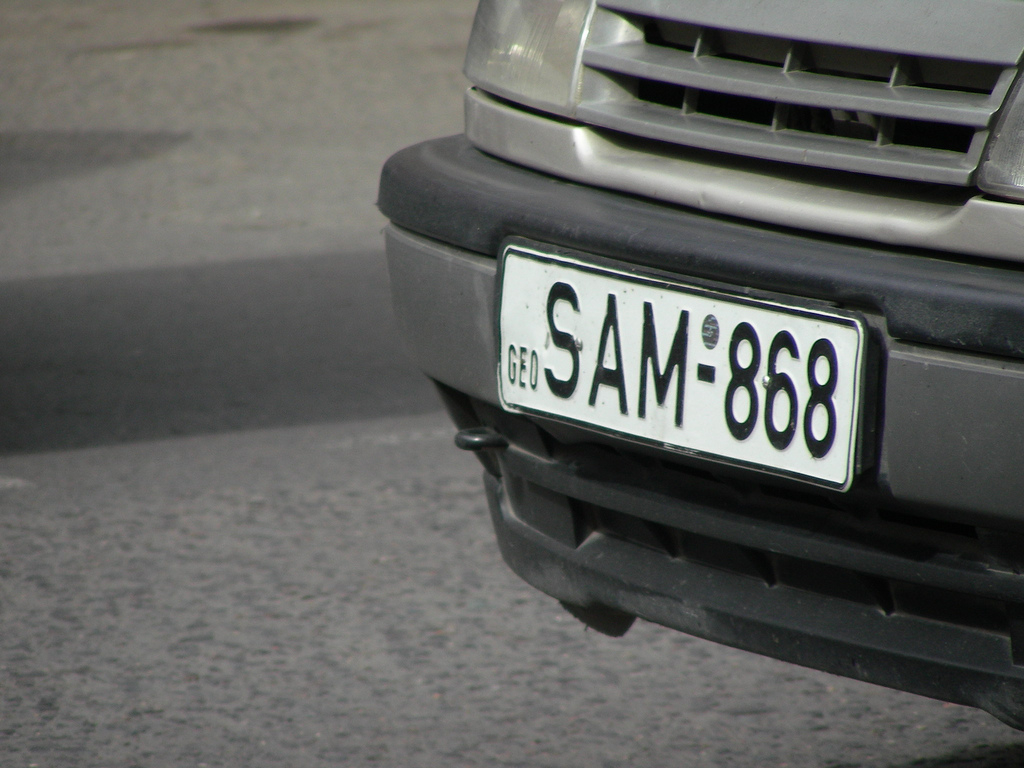
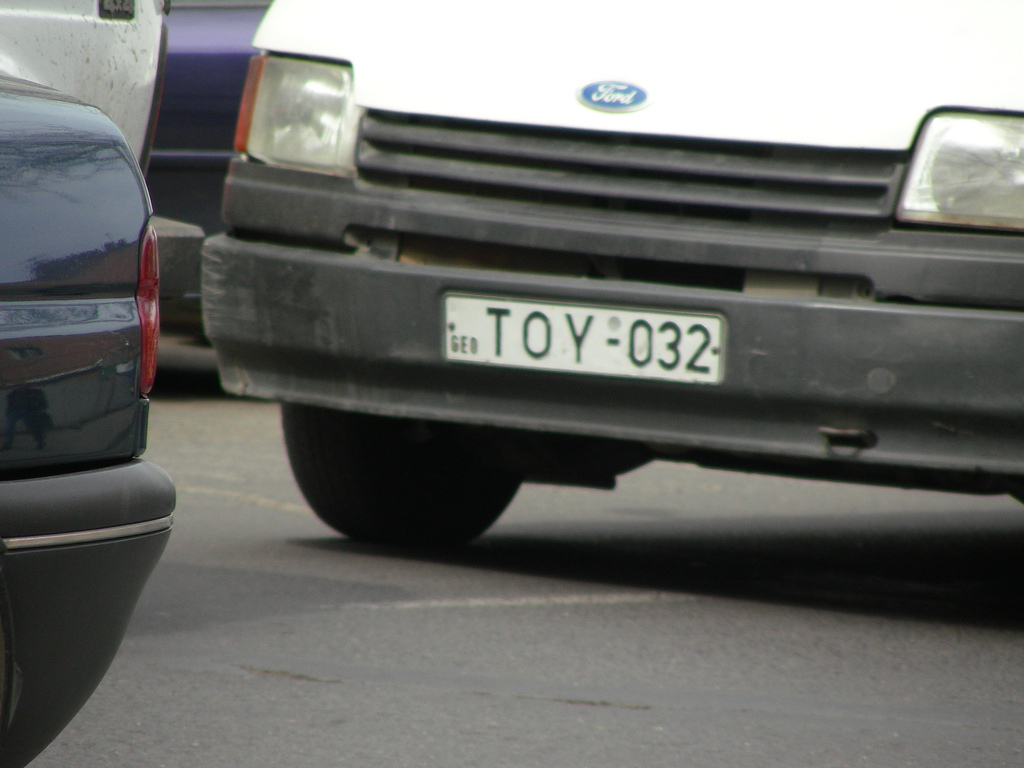
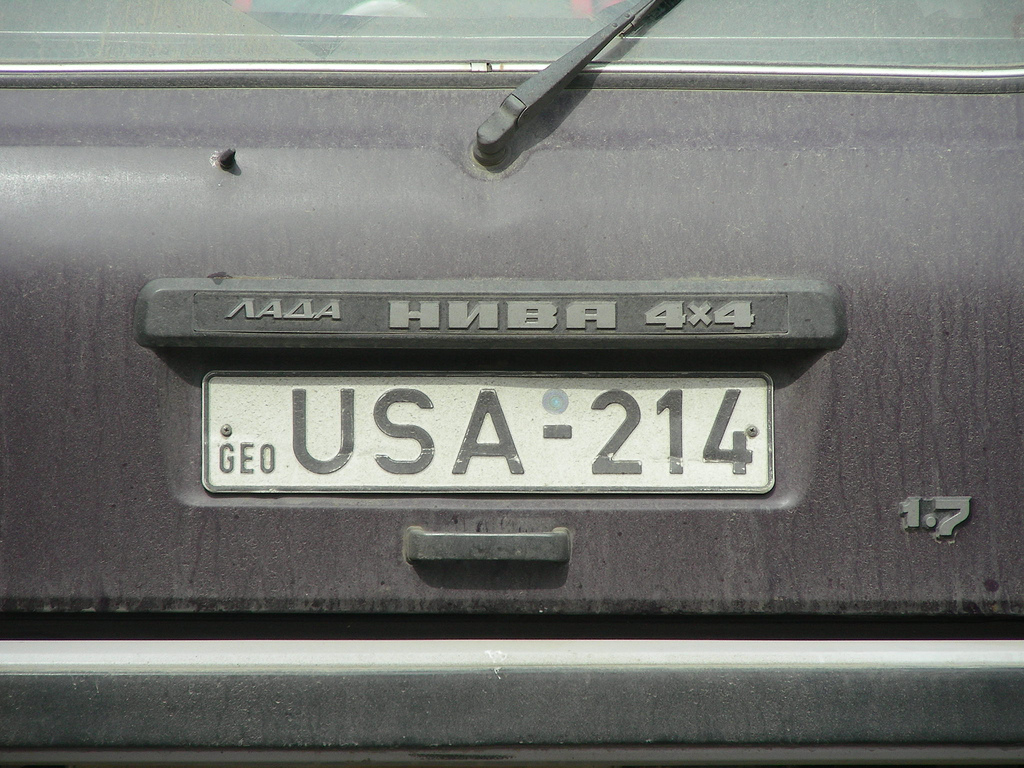